# Azok a 90-es évek show
Az Azok a 90-es évek show (eredeti cím: That '90s Show) 2023-tól vetített amerikai szitkom, amelyet Bonnie Turner, Terry Turner, Lindsey Turner és Gregg Mettler alkotott, az Azok a 70-es évek show című sorozat folytatása. A főbb szerepekben Debra Jo Rupp, Kurtwood Smith, Callie Haverda, Ashley Aufderheide és Mace Coronel látható.
Amerikában és Magyarországon 2023. január 19-én mutatta be a Netflix.
2023 februárjában berendelték a második évadot.
2024. októberében törölték a sorozatot. 

## Cselekmény
Leia Forman, Eric Forman és Donna Pinciotti tinédzser lánya, aki más tinédzserekkel barátkozik, miközben 1995 nyarát nagyszüleinél, Rednél és Kittynél tölti a wisconsini Point Place-ben.

## Szereplők

### Főszereplők
| Szereplők    | Színész              | Magyar hang   | Leírás                                                                        |
| ------------ | -------------------- | ------------- | ----------------------------------------------------------------------------- |
| Kitty Forman | Debra Jo Rupp        | Rátonyi Hajni | Leia apai nagymamája és Eric édesanyja.                                       |
| Red Forman   | Kurtwood Smith       | Forgács Gábor | Leia apai nagyapja és Eric apja.                                              |
| Leia Forman  | Callie Haverda       | Szabó Luca    | Okos, kalandvágyó tinédzser, Eric Forman és Donna Pinciotti lánya.            |
| Gwen Runck   | Ashley Aufderheide   | Csuha Borbála | Nate lázadó féltestvére.                                                      |
| Jay Kelso    | Mace Coronel         | Gacsal Ádám   | Michael Kelso és Jackie Burkhart bájos, kacér, videós fia, aki Leia szerelme. |
| Ozzie        | Reyn Doi             | Bogdán Gergő  | Éles eszű és éleslátó tinédzser, aki nyíltan meleg.                           |
| Nikki        | Sam Morelos          | Hermann Lilla | Nate ambiciózus és intelligens barátnője.                                     |
| Nate Runck   | Maxwell Acee Donovan | Baráth István | Gwen laza és életvidám féltestvére, és Nikki barátja.                         |

### Mellékszereplők
| Szereplők     | Színész           | Magyar hang    | Leírás                                                                                |
| ------------- | ----------------- | -------------- | ------------------------------------------------------------------------------------- |
| Sherri Runck  | Andrea Anders     | Peller Mariann | Formánék új szomszédja, valamint Gwen és Nate édesanyja, aki kapcsolatban áll Fezzel. |
| Donna Forman  | Laura Prepon      | Bertalan Ágnes | Leia anyja, Eric felesége és egy író.                                                 |
| Fez           | Wilmer Valderrama | Ágoston Péter  | Népszerű fodrász.                                                                     |
| Bob Pinciotti | Don Stark         | Háda János     | Leia anyai nagyapja és Donna apja.                                                    |

### További szereplők
| Szereplők       | Színész        | Magyar hang     | Leírás                                                   |
| --------------- | -------------- | --------------- | -------------------------------------------------------- |
| Eric Forman     | Topher Grace   | Fehér Tibor     | Leia apja, és adjunktus vallásprofesszor.                |
| Jackie Burkhart | Mila Kunis     | Magyar Viktória | Jay anyja és Kelso felesége.                             |
| Michael Kelso   | Ashton Kutcher | Markovics Tamás | Jay apja, és Jackie férje.                               |
| Mitch           | Seth Green     | Dévai Balázs    | Gwen főnöke a Hot Topicnál, aki bele volt zúgva Donnába. |

### Magyar változat
- Magyar szöveg: Nacsa-Bán Zsanett
- Felvevő hangmérnök: Gombár Bendegúz
- Hangmérnök: Szabó Miklós (1. évad), Fehéressy Péter (2. évad)
- Vágó: Szabó Miklós
- Gyártásvezető: Farkas Márta
- Szinkronrendező: Nikodém Gerda
- Produkciós vezető: Horján Annamária

A szinkront az Direct Dub Studios készítette.

## Évados áttekintés
| Évad | Évad | Epizódok | Amerikai sugárzás | Amerikai sugárzás   | Amerikai adó     | Magyar sugárzás     | Magyar sugárzás  | Magyar adó |
| Évad | Évad | Epizódok | Évadpremier       | Évadfinálé          | Amerikai adó     | Évadpremier         | Évadfinálé       | Magyar adó |
| ---- | ---- | -------- | ----------------- | ------------------- | ---------------- | ------------------- | ---------------- | ---------- |
|      | 1    | 10       | 2023. január 19.  | 2023. január 19.    |                  | 2023. január 19.    | 2023. január 19. |            |
|      | 2    | 16       | 2024. június 27.  | 2024. augusztus 22. | 2024. június 27. | 2024. augusztus 22. |                  |            |

## Epizódok

### 1. évad (2023)
| Sor. | Év. | Cím                                                   | Rendező      | Író                                   | Premier          |
| ---- | --- | ----------------------------------------------------- | ------------ | ------------------------------------- | ---------------- |
| 1.   | 1.  | Azok a 90-es évek – bevezető epizód (That '90s Pilot) | Gail Mancuso | Gregg Mettler                         | 2023. január 19. |
| 2.   | 2.  | Szabadítsátok ki Leiát! (Free Leia)                   | Gail Mancuso | Chrissy Pietrosh és Jessica Goldstein | 2023. január 19. |
| 3.   | 3.  | Ajakinvázió (Lip Smackers)                            | Gail Mancuso | Andrew Ti                             | 2023. január 19. |
| 4.   | 4.  | Őrület (Rave)                                         | Gail Mancuso | Jake Lasker                           | 2023. január 19. |
| 5.   | 5.  | Lépésről lépésre (Step by Step)                       | Gail Mancuso | Erin Foley                            | 2023. január 19. |
| 6.   | 6.  | A szülinapos csaj (The Birthday Girl)                 | Gail Mancuso | Lindsey Turner                        | 2023. január 19. |
| 7.   | 7.  | Első nap a pasival (Boyfriend Day One)                | Gail Mancuso | Clarissa Carson                       | 2023. január 19. |
| 8.   | 8.  | Nyári vihar (Summer Storm)                            | Gail Mancuso | Tommy Johnagin                        | 2023. január 19. |
| 9.   | 9.  | Egyszerre két helyen (Dirty Double Booker)            | Laura Prepon | Chrissy Pietrosh és Jessica Goldstein | 2023. január 19. |
| 10.  | 10. | Amerikai gyerekek (Kids in America)                   | Laura Prepon | Gregg Mettler                         | 2023. január 19. |

### 2. évad (2024)
| Sor. | Év. | Cím                                              | Rendező      | Író                                   | Premier             |
| ---- | --- | ------------------------------------------------ | ------------ | ------------------------------------- | ------------------- |
| 11.  | 1.  | Jobb, ha tudjátok (You Oughta Know)              | Gail Mancuso | Gregg Mettler                         | 2024. június 27.    |
| 12.  | 2.  | Beszédtéma (Something to Talk About)             | Gail Mancuso | Chrissy Pietrosh és Jessica Goldstein | 2024. június 27.    |
| 13.  | 3.  | Csak egy barát (Just a Friend)                   | Gail Mancuso | Tommy Johnagin                        | 2024. június 27.    |
| 14.  | 4.  | Fogd meg a kezem (Hold My Hand)                  | Gail Mancuso | Alison Wong                           | 2024. június 27.    |
| 15.  | 5.  | Mi a szerelem? (What Is Love)                    | Gail Mancuso | Erin Fischer                          | 2024. június 27.    |
| 16.  | 6.  | Ahány nő, annyi szokás (I Can See Clearly Now)   | Gail Mancuso | King Hassan                           | 2024. június 27.    |
| 17.  | 7.  | Baby-Baby-Baby (Baby-Baby-Baby)                  | Gail Mancuso | Jake Lasker                           | 2024. június 27.    |
| 18.  | 8.  | Csavard fel a szőnyeget! (Friends in Low Places) | Gail Mancuso | Tommy Johnagin                        | 2024. június 27.    |
| 19.  | 9.  | Ezer bocsánat (All Apologies)                    | Laura Prepon | Aaron Huffines                        | 2024. augusztus 22. |
| 20.  | 10. | Bizonytalanság (Doll Parts)                      | Laura Prepon | Dave Goetsch                          | 2024. augusztus 22. |
| 21.  | 11. | Szívfájdalom (Achy Breaky Heart)                 | Laura Prepon | Erin Fischer                          | 2024. augusztus 22. |
| 22.  | 12. | Két herceg (Two Princes)                         | Laura Prepon | Jake Lasker                           | 2024. augusztus 22. |
| 23.  | 13. | Az élet országútján (Life Is a Highway)          | Laura Prepon | King Hassan                           | 2024. augusztus 22. |
| 24.  | 14. | Számíthatsz rám (I'll Stand by You)              | Laura Prepon | Mark Hudis                            | 2024. augusztus 22. |
| 25.  | 15. | Velem tartasz? (Are You Gonna Go My Way)         | Laura Prepon | Alison Wong                           | 2024. augusztus 22. |
| 26.  | 16. | Nem dühöngő ifjúság (Don't Look Back in Anger)   | Laura Prepon | Chrissy Pietrosh és Jessica Goldstein | 2024. augusztus 22. |

## A sorozat készítése
Az Azok a 70-es évek show című szitkom 1998 és 2006 között nyolc évadon keresztül sugározta a Fox. 2021 októberében a Netflix bejelentette a sorozat spin-offját Azok a 90-es évek show címmel, amelyben Kurtwood Smith és Debra Jo Rupp ismét eljátsszák Red és Kitty Forman szerepét.
A műsort élő stúdióközönség előtt forgatták a Los Angeles-i Sunset Bronson stúdióban 2022. február 7. és július 21. között. A második évad forgatására 2023 májusa és szeptembere között került volna sor, azonban a 2023-as WGA és a 2023-as SAG-AFTRA sztrájk miatt késett.